# Szaniszló Albert
Szolczai Szaniszló Albert (Diószeg (Bihar megye), 1844. augusztus 30. – Nagyenyed, 1913. szeptember 13.) zoológus, mezőgazdász, orvosdoktor, gazdasági tanintézeti tanár.

## Élete
Orvosi tanulmányainak befejezése után 1869-ben nyert orvosdoktori oklevelet. 1869. november 19-től 1873. március 15-ig tanársegéd volt a budapesti egyetem bölcseleti karánál. 1873. március 15-én a kolozsmonostori magyar királyi gazdasági tanintézet rendes tanárává neveztetett ki. 1880. december 30-án a kolozsvári egyetemen magántanár, 1884-től a kolozsmonostori állami vetőmagvizsgáló állomás vezetője lett. 1893. október 1-jén a kassai magyar királyi gazdasági tanintézethez helyeztetett át. 1896-tól egészen haláláig volt a nagyenyedi református kollégium jószágigazgatója. Alkalmazott entomológiával is foglalkozott.
Cikkei az Orvosi Hetilapban (1868-69., 1872), az Erdélyi Gazdában (1874), az Orvos-term. tud. Értesítőben (Kolozsvár, 1881., 1883), a Budapesti Szemlében (1898. Gazdasági tankönyvirodalmunk).

## Munkái
- Növénybetegségek. Két kőny. táblával. Kolozsvár, 1875. (Különnyomat az Erdélyi Gazdából. 2. kiadás. Uo. 1883., 3. k. Bpest, 1886. Falusi Könyvtár 31.).
- Útmutatás a phylloxera vastatrix felismerése és felkeresésére. Kőny. táblával. Kolozsvár, 1880. (2. jav. k. Uo. 1880.).
- Kártékony rovarok a mező- és kertgazdaságban. Uo. 1884. (2. bőv. és jav. kiadás. Bpest, 1884.).
- Vezérfonal a gazdasági tanintézetek és akadémiák állattani (kiválólag rovartani) előadásaihoz. Kolozsvár, 1884. (2. kiadás Kassa, 1896).
- A filloxera, kolorádobogár és a vértetű. Kolozsvár, 1886 (és Falusi Könyvtár 32.).
- A gazdát érdeklő káros és hasznos állatokról. Uo. 1890. (2. k. Uo. 1892. Erdélyi gazd. egylet könyvkiadó vállalata 11.)
- A gyümölcsfák rovarellenségei és az ezek ellen való védekezés. Nagy-Enyed, 1900. (Többi munkái a Balás Árpád, Magyarország mezőgazdasági szakoktatási intézményei. M.-Óvár, 1897. c. munkája 236. l. felsorolva).